# Pavel Datsjuk
Pavel Valerjevitj Datsjuk (russisk: Павел Валерьевич Дацюк, tr. Pavel Valerjevitj Datsjuk, en tr.: Pavel Datsyuk; født d. 20. juli 1978 i Sverdlovsk, USSR (nu Jekaterinburg, Rusland) er en russisk professionel ishockeyspiller der spiller for Detroit Red Wings i NHL. Hans foretrukne position på isen er center. Han blev draftet af Detroit i 6. runde som nr. 171 i alt i 1998.

## Karriere

### Før NHL
Datsjuk blev i begyndelsen ikke anset for at være et særligt stort talent, ikke mindst på grund af hans forholdsvis ringe størrelse. Han lavede ikke specielt mange point i sin tid i Rusland, men Detroits scouts så alligevel nok i Datsjuk til at bringe ham over Atlanten inden sæsonen 2001-02.

### NHL-karriere
I begyndelsen havde Datsjuk kun en begrænset rolle, og selvom han var med til at vinde Stanley Cuppen i sin første sæson i NHL, var det først i sin anden sæson at han fik sit endelige gennembrud. Her blev han placeret i en kæde med en anden talentfuld ung spiller, svenskeren Henrik Zetterberg, samt den rutinerede amerikaner Brett Hull. I 64 kampe i grundspillet lavede Datsjuk 51 points. Slutspillet blev dog ikke den store succes, hverken for Datsjuk eller for Detroit som blev elimineret af Anaheim Mighty Ducks med 4-0 i kampe i første runde af slutspillet.
Med afgangen af Sergej Fjodorov (russisk: Сергей Викторович Фёдоров) i sommeren 2003 var Datsjuk i sin tredje NHL-sæson for alvor klar til at indtage en dominerende rolle på Detroit-mandskabet. Heller ikke denne gang blev succesen dog overført til slutspillet. Datsjuk scorede ingen mål og 6 assists i 12 kampe inden Detroit blev slået ud i slutpillets anden runde.
Sæsonen 2004-05 stod Datsjuk uden en NHL-kontrakt og han spillede sæsonen for Avangard Omsk i den bedste russiske række. Det skulle dog vise sig at han ikke gik glip af det helt stor i NHL, da NHl's sæson 2004-05 gik i vasken pga. en lockout.
Inden sæsonen 2005-06 underskrev Datsjuk en ny 2-årig kontrakt med Detroit til en samlet værdi på 7,8 millioner USD. I både 2006 og 2007 vandt Datsjuk det såkaldte Lady Byng Trophy som årligt gives til en spiller der kombinerer godt spil på isen med god opførsel på og udenfor isen.
Den 6. april 2007 skrev Datsjuk en ny, 7-årig kontrakt med Detroit til en samlet værdi på 46,9 millioner USD.

## Priser og trofæer
- Udtaget til NHL's All-Star kamp – 2004.
- Lady Byng Memorial Trophy – 2006 og 2007.

## Statistik
| 1996-97   | Dynamo Jekaterinburg | RSL       | 18  | 2   | 2   | 4   | 4  | -- | -- | -- | -- | -- |
| 1997-98   | Dynamo Jekaterinburg | RSL       | 24  | 3   | 5   | 8   | 4  | -- | -- | -- | -- | -- |
| 1998-99   | Dynamo Jekaterinburg | RSL       | 22  | 12  | 15  | 27  | 12 | 9  | 3  | 7  | 10 | 10 |
| 1999-00   | Ak Bars Kazan        | RSL       | 15  | 1   | 3   | 4   | 4  | -  | -  | -  | -  | -  |
| 2000-01   | Ak Bars Kazan        | RSL       | 42  | 9   | 17  | 26  | 10 | 4  | 0  | 1  | 1  | 2  |
| 2001-02   | Detroit Red Wings    | NHL       | 70  | 11  | 24  | 35  | 4  | 21 | 3  | 3  | 6  | 2  |
| 2002-03   | Detroit Red Wings    | NHL       | 64  | 12  | 39  | 51  | 16 | 4  | 0  | 0  | 0  | 0  |
| 2003-04   | Detroit Red Wings    | NHL       | 75  | 30  | 38  | 68  | 35 | 12 | 0  | 6  | 6  | 2  |
| 2004-05   | HC Dynamo Moskva     | RSL       | 47  | 15  | 17  | 32  | 16 | 10 | 6  | 3  | 9  | 4  |
| 2005-06   | Detroit Red Wings    | NHL       | 75  | 28  | 59  | 87  | 22 | 5  | 0  | 3  | 3  | 0  |
| 2006-07   | Detroit Red Wings    | NHL       | 79  | 27  | 60  | 87  | 20 | 18 | 8  | 8  | 16 | 8  |
| RSL Total | RSL Total            | RSL Total | 168 | 42  | 60  | 102 | 50 | 23 | 9  | 11 | 20 | 16 |
| NHL Total | NHL Total            | NHL Total | 363 | 108 | 220 | 328 | 97 | 60 | 11 | 20 | 31 | 12 |

## International karriere
Har spillet for Rusland ved:
- Vinter-OL 2002 (bronze)
- VM i ishockey 2003
- 2004 World Cup of Hockey
- VM i ishockey 2005 (bronze)
- Vinter-OL 2006

International statistik
| År                     | Hold                   | Turn.                  |    | K | M  | A  | P  | Udv. |
| ---------------------- | ---------------------- | ---------------------- | -- | - | -- | -- | -- | ---- |
| 2002                   | Rusland                | OL                     | 6  | 1 | 2  | 3  | 0  |      |
| 2003                   | Rusland                | VM                     | 7  | 1 | 4  | 5  | 0  |      |
| 2004                   | Rusland                | WCH                    | 4  | 1 | 0  | 1  | 0  |      |
| 2005                   | Rusland                | VM                     | 9  | 3 | 4  | 7  | 0  |      |
| 2006                   | Rusland                | OL                     | 8  | 1 | 7  | 8  | 10 |      |
| Seniorlandskampe total | Seniorlandskampe total | Seniorlandskampe total | 34 | 7 | 17 | 24 | 10 |      |

## Eksterne links
- Pavel Datsjuks profil på Sports-Reference OL-resultater (arkiveret) (engelsk)
- Pavel Datsjuks profil på Olympedia (engelsk)
- Pavel Datsjuks profil hos NHL.com (engelsk)
- Pavel Datsjuks profil hos Kontinental Hockey League (engelsk)
- Pavel Datsjuks profil på Eurohockey.com (engelsk)
- Pavel Datsjuks profil på Hockeydb.com (engelsk)
- Pavel Datsjuks profil hos Hockey-Reference.com (engelsk)
- Pavel Datsjuks profil på Eliteprospects.com (engelsk)